# Mária Antónia faluja

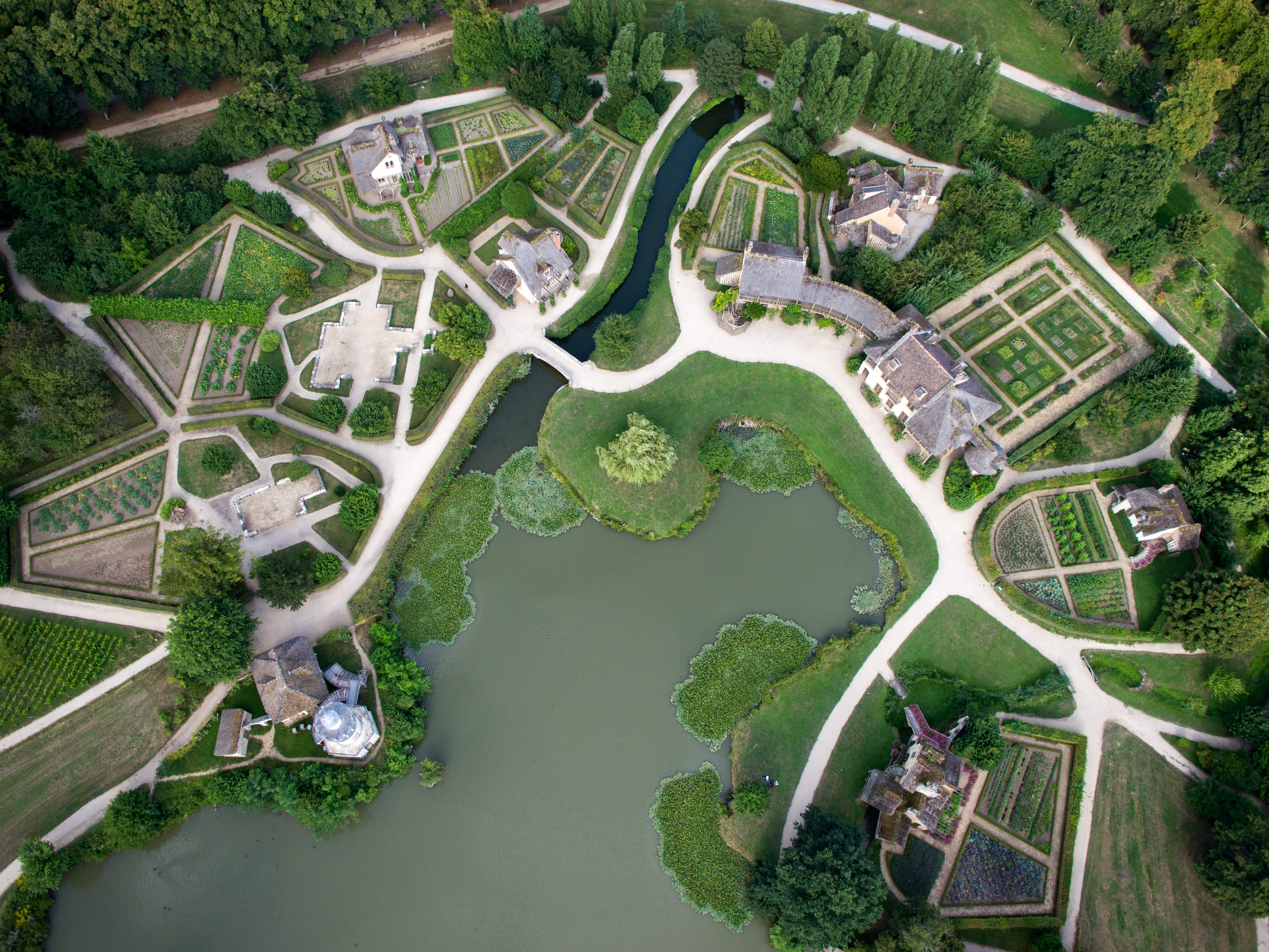
Mária Antónia faluja madártávlatból, középen a külön erre a célra kialakított tó, körülötte pedig a különböző, a királyné kényelmét szolgáló építmények, víkendházak, parasztházak, őrház, malom, farm, stb.

Mária Antónia faluja (franciául: Hameau de la Reine, A királyné faluja), egy az 1782 és 1783 között, Mária Antónia francia királyné számára, Richard Mique építész által tervezett, egy mesterséges tó partján tizenkét épületből álló épületegyüttes, amely a Versailles-i kastély parkjában, a Kis-Trianoni palotához közel helyezkedik el. A falu stílusa a kor francia parasztházainak megfelelően épült, favázas homlokzatok és nádfedeles tetők jellemzik, belső terei viszont már gazdagon, a Versailles-i pompához hasonlóan díszítettek. A 18. század franciaországi arisztokráciájában végigsöprő naturalizmus hatására a gazdag nemesség szeretett úgy viselkedni mint az egyszerű, paraszti emberek, mely ötletet a Rousseau-i vissza a természetbe elv inspirálta, ám míg az épületek kívülről egyszerűek, addig belül ugyanúgy a luxus jellemzi őket. A falu a királyné számára szolgált visszavonulásként, ha úgy tetszik menekülésként a szigorú udvari etikett elől. A természetes és idilli környezetben egy mintagazdaságot hoztak létre a királyné számára. A falu legnagyobb és leghíresebb épületét is a királyné háza jelentette, ahol Mária Antónia fogadta legközelebbi barátait. Az épület belső tereiben Richard Mique mellett, Hubert Robert festő is segédkezett, a szobákat díszes bútorokkal és porcelánokkal látták el. Az összesen tizenkét épületből álló falut két részre osztották, öt házat a királyné birtokolt más-más használatra, míg a többi hét épület a falu mezőgazdaságának fenntartásában játszott szerepet, melyeket a királyné is szívesen és gyakran látogatott. A francia forradalmat követően a falu elhagyatottá vált, a forradalom idején még a malom tornya is leégett, ám az 1990-es években történő felújításokat követően megnyitották a nagyközönség számára.

## Galéria

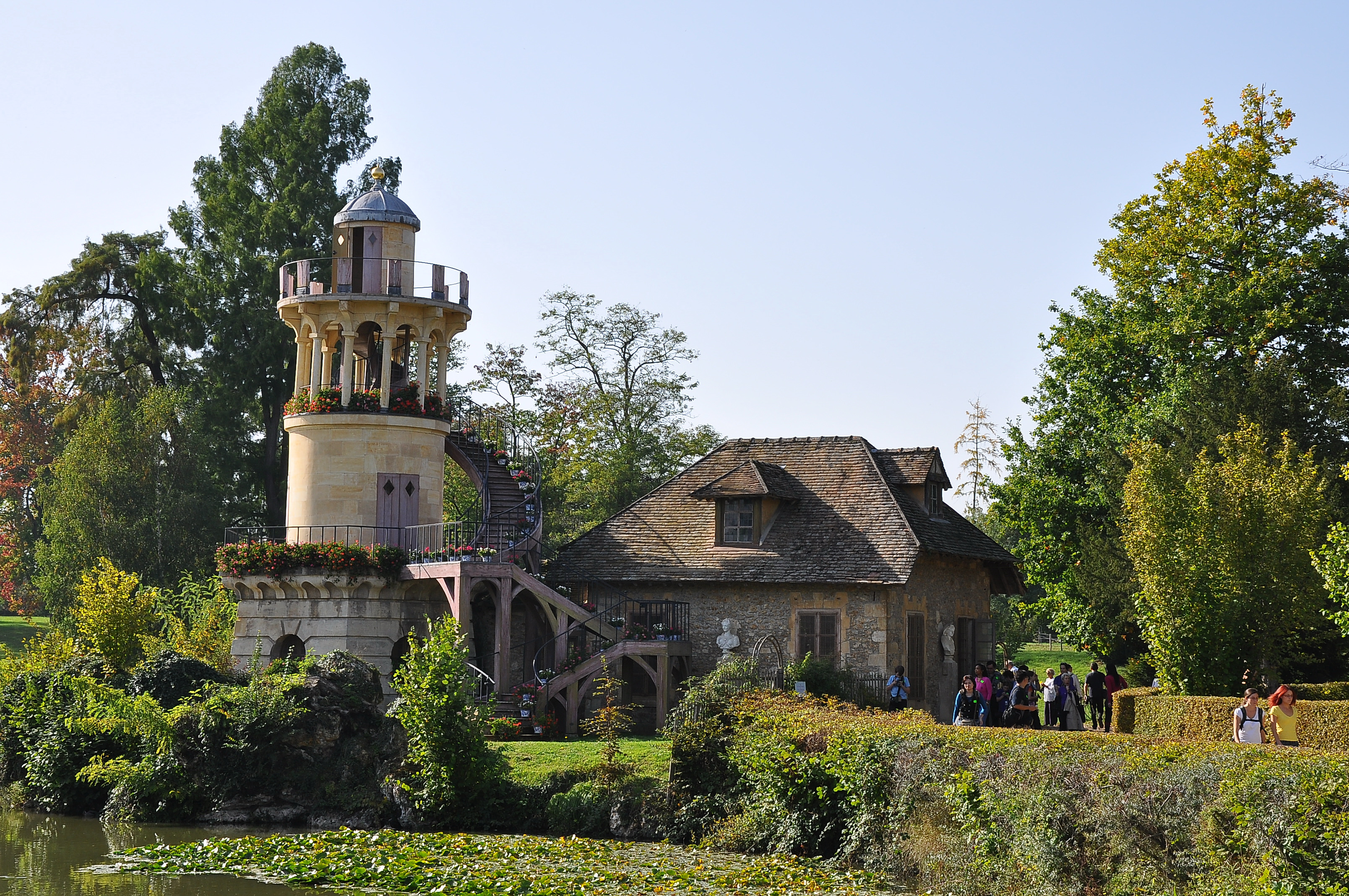
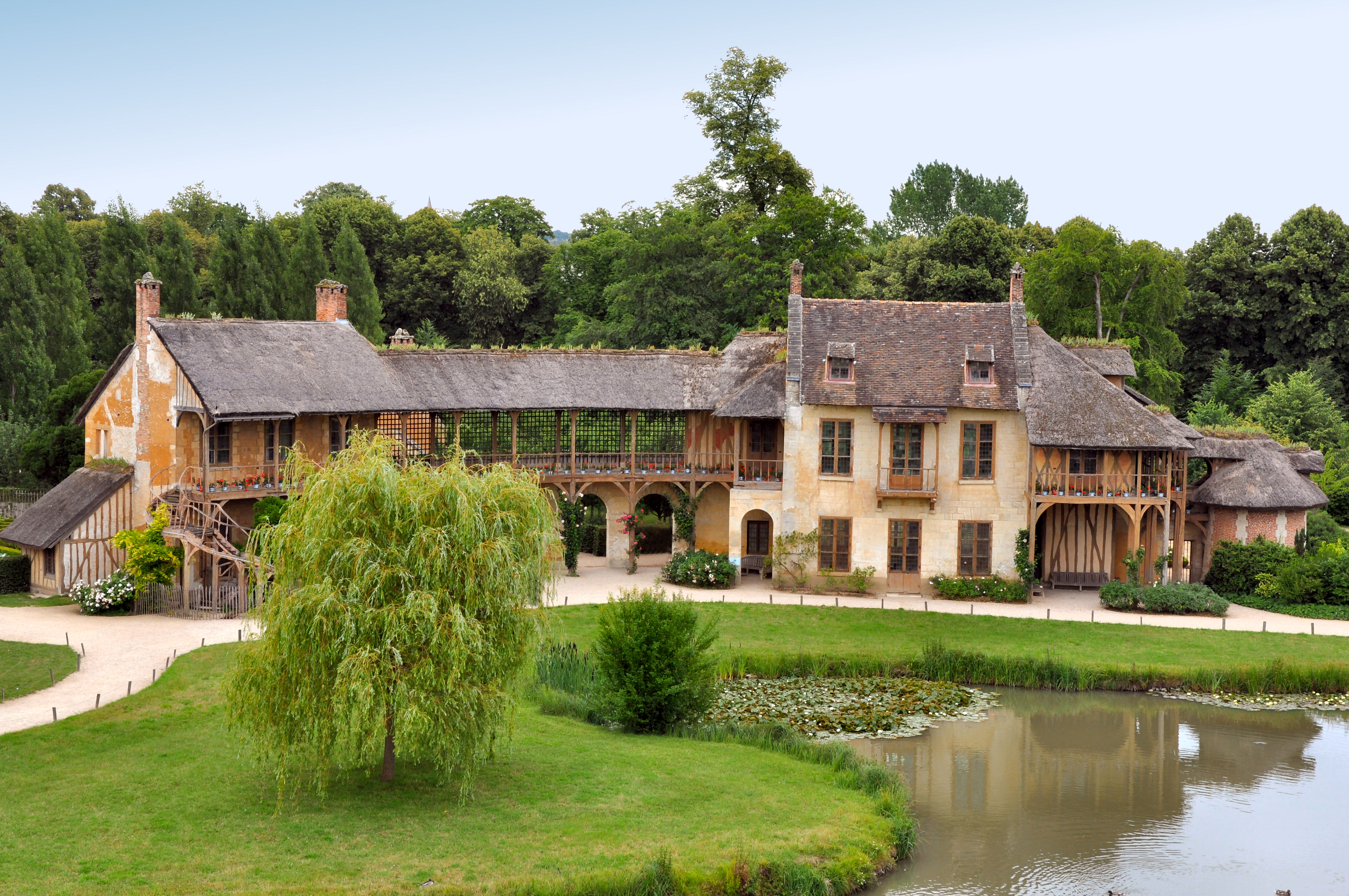
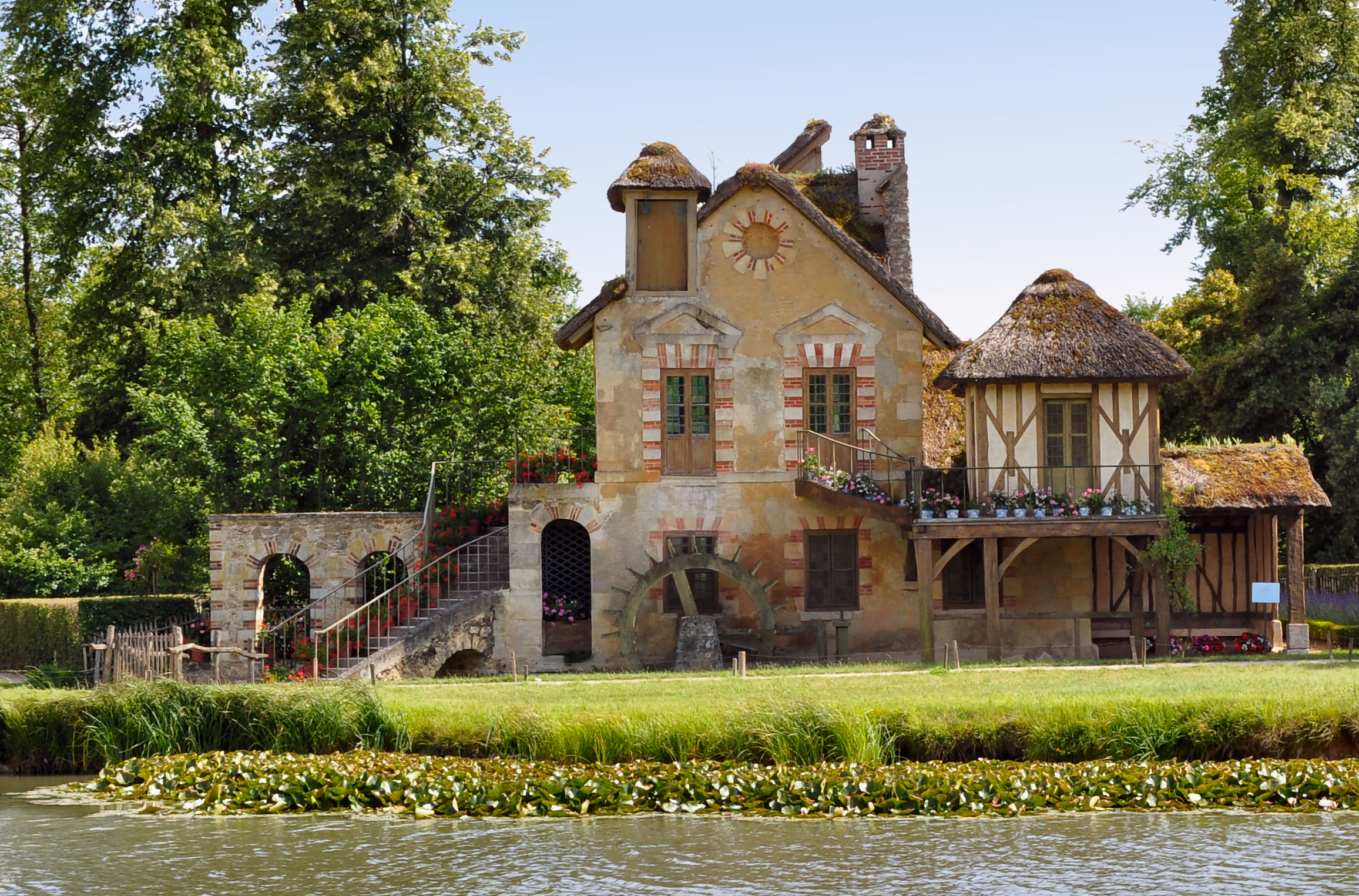
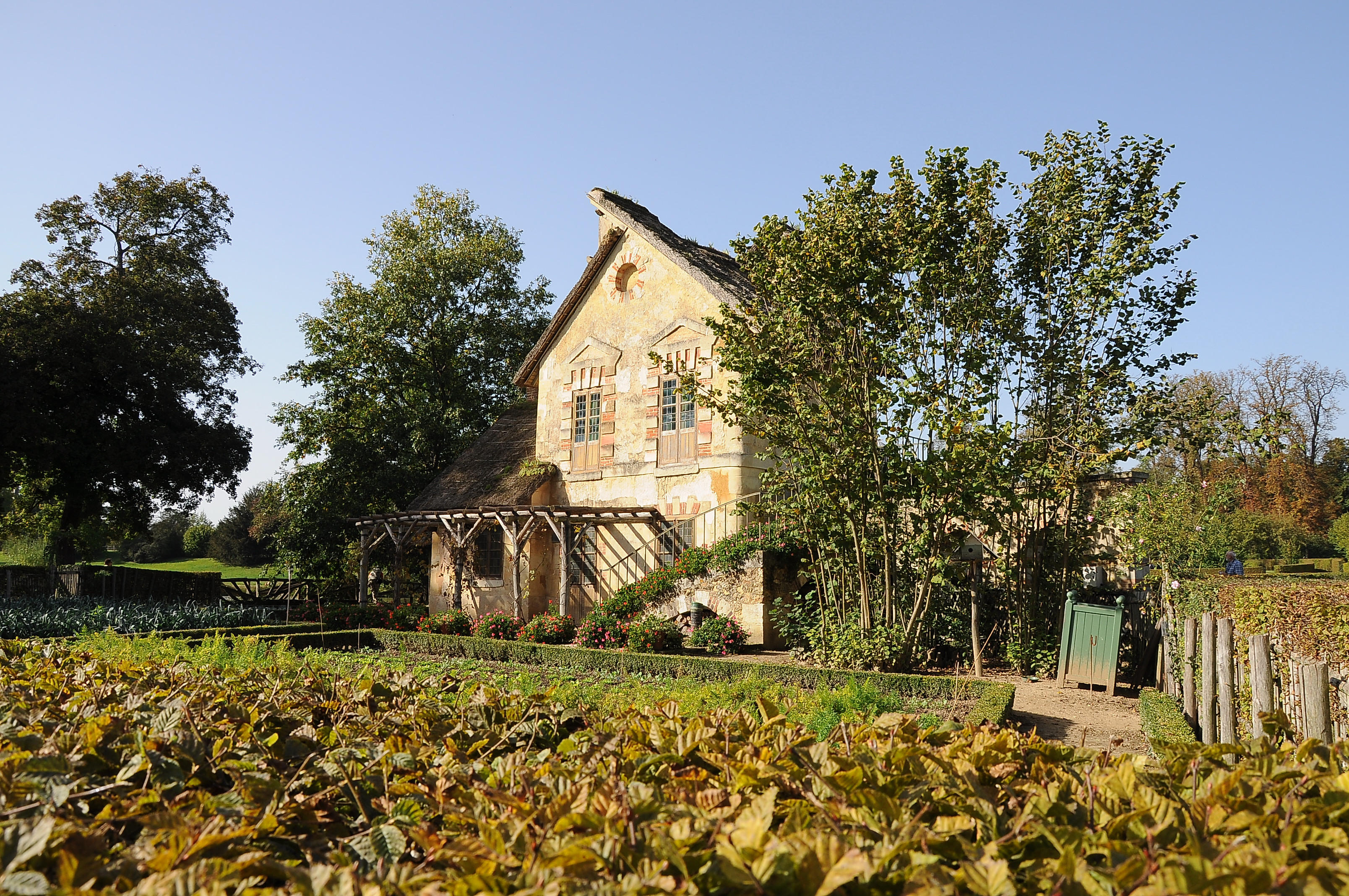
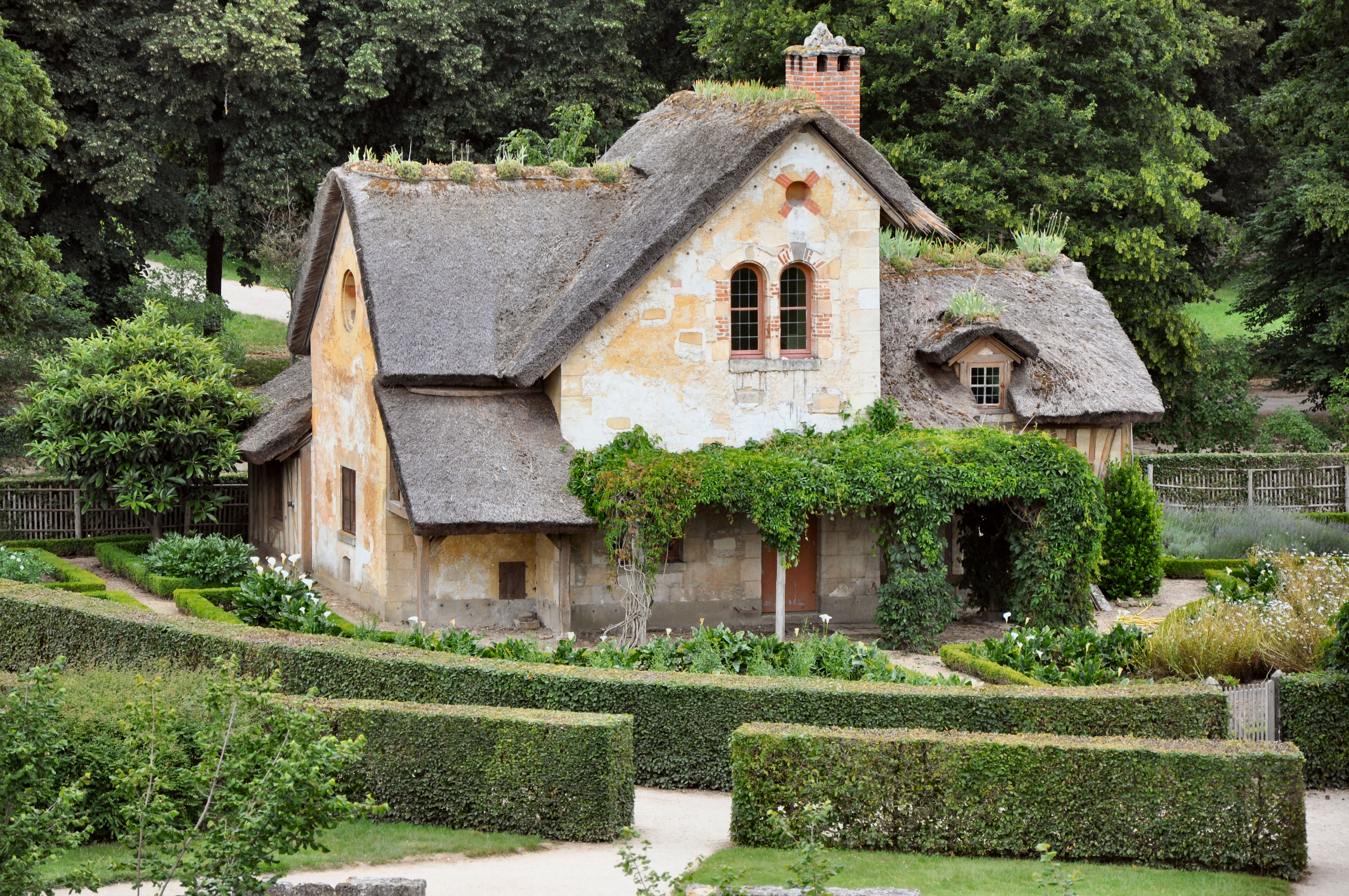
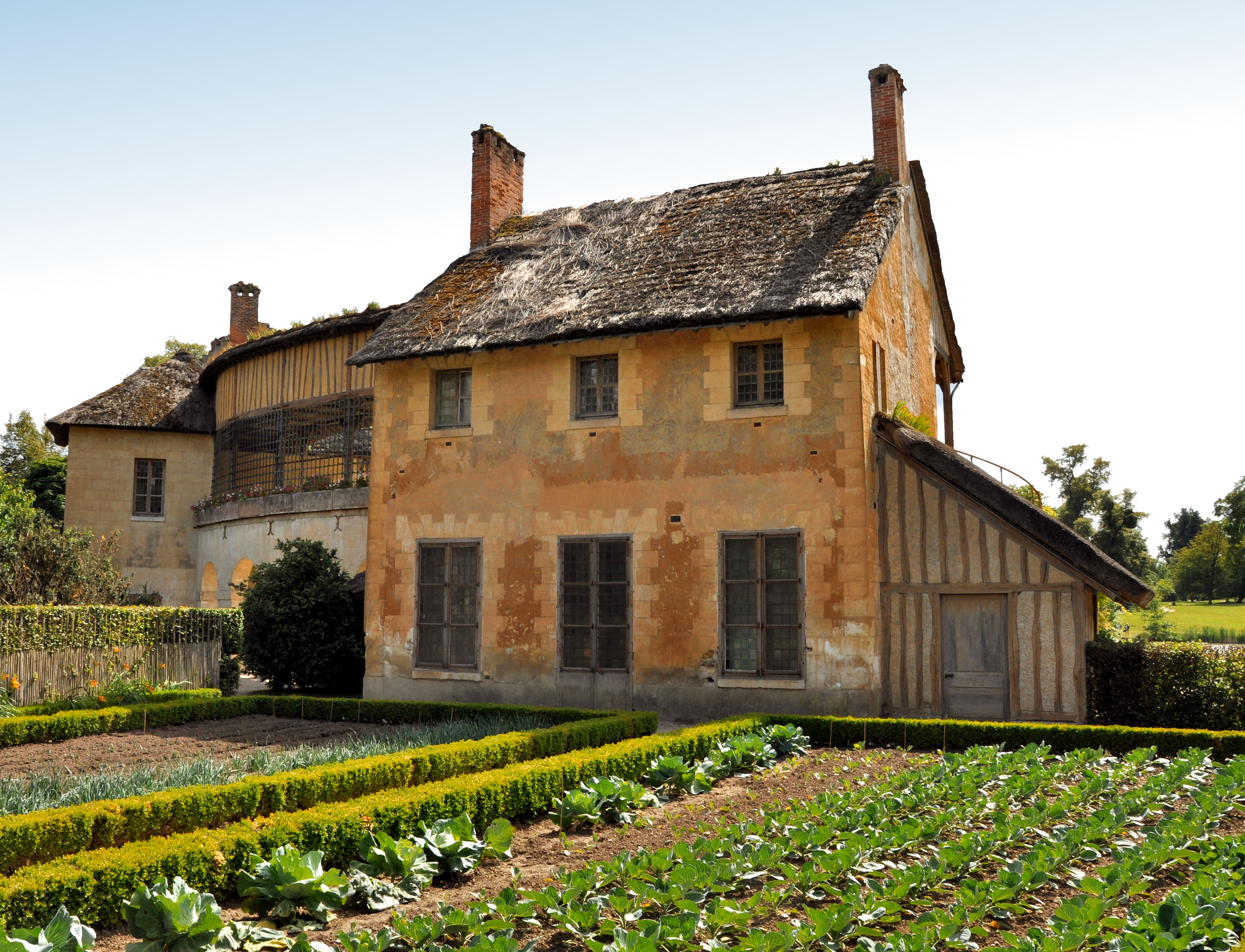
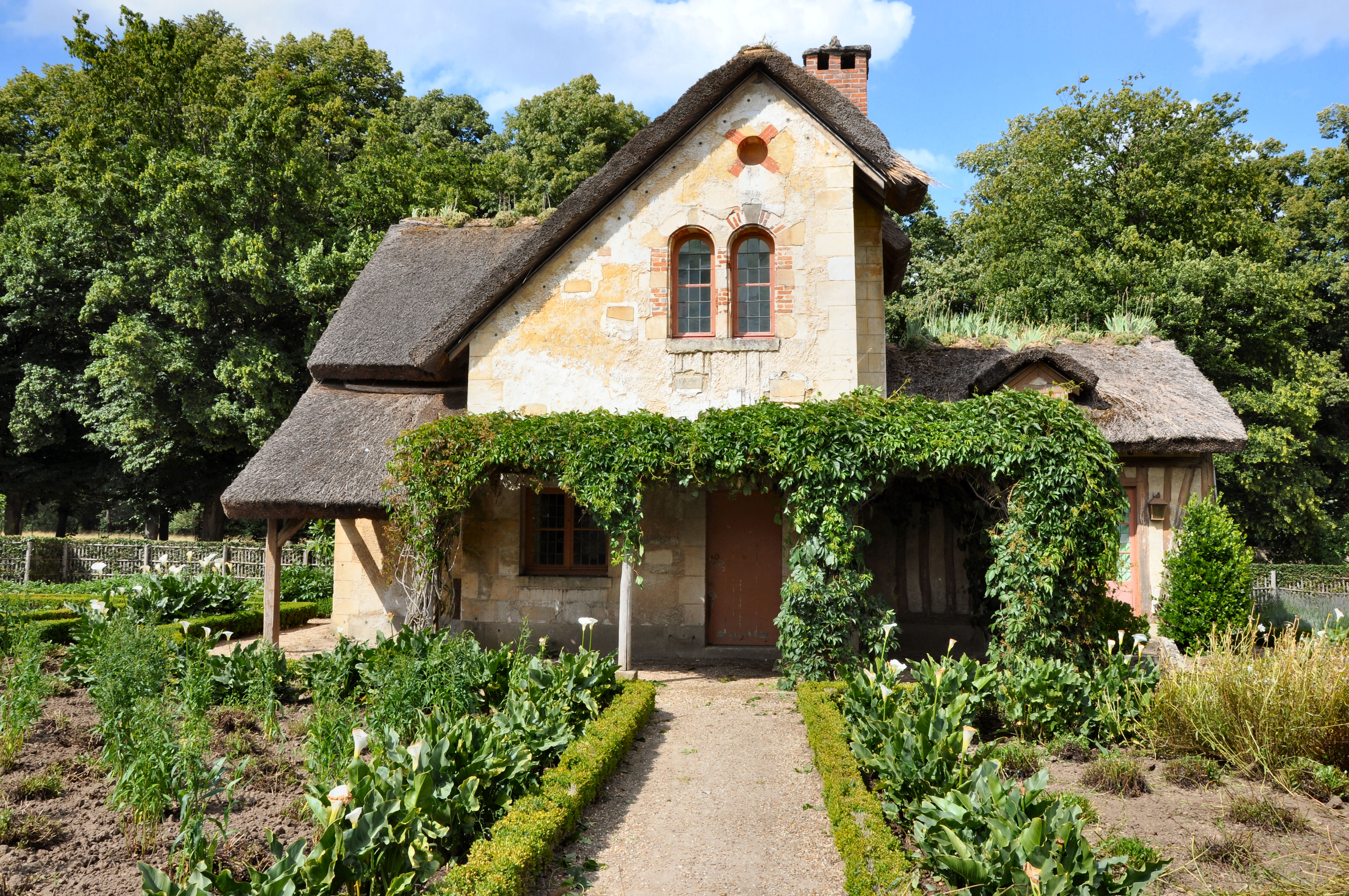
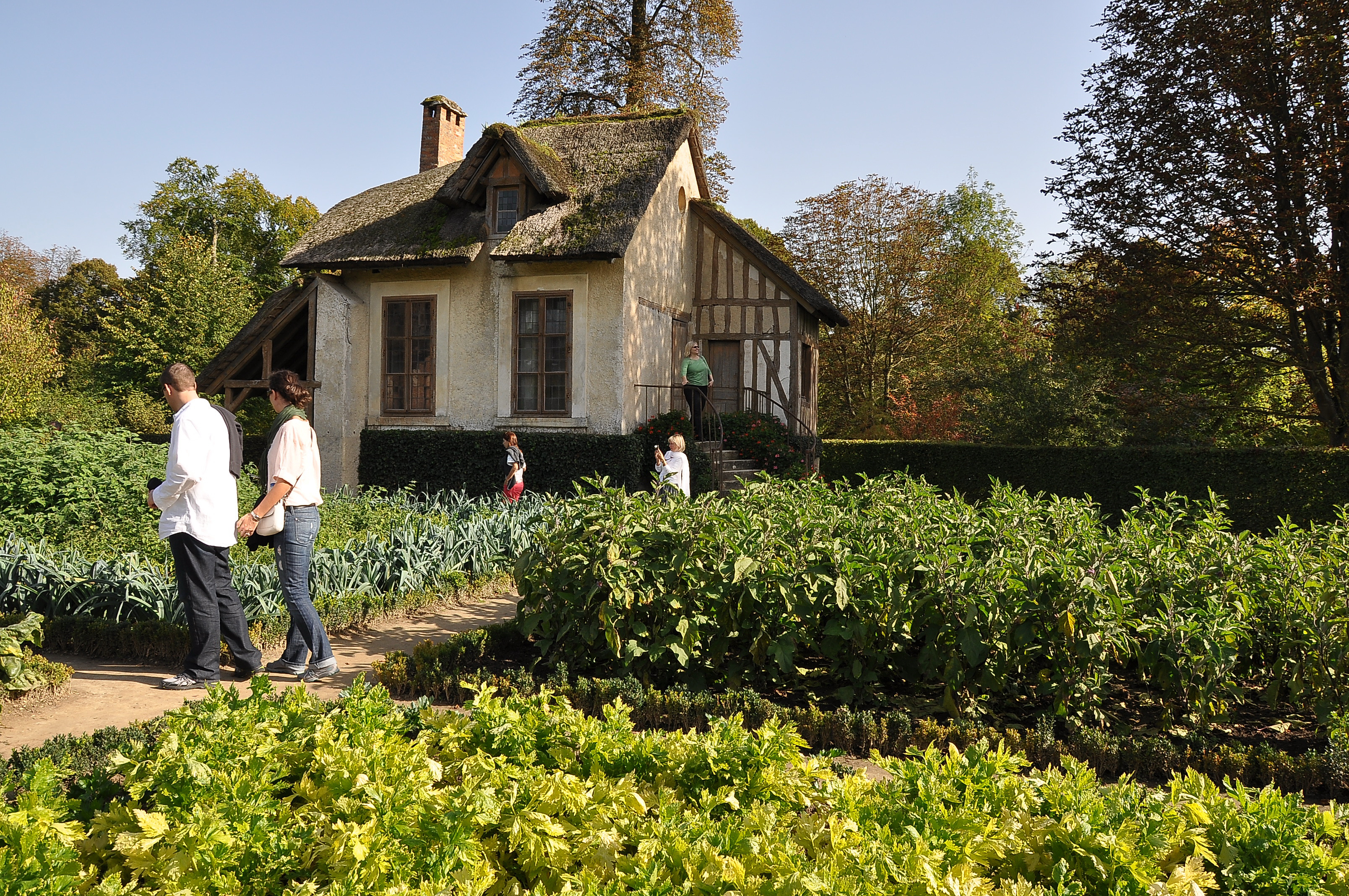
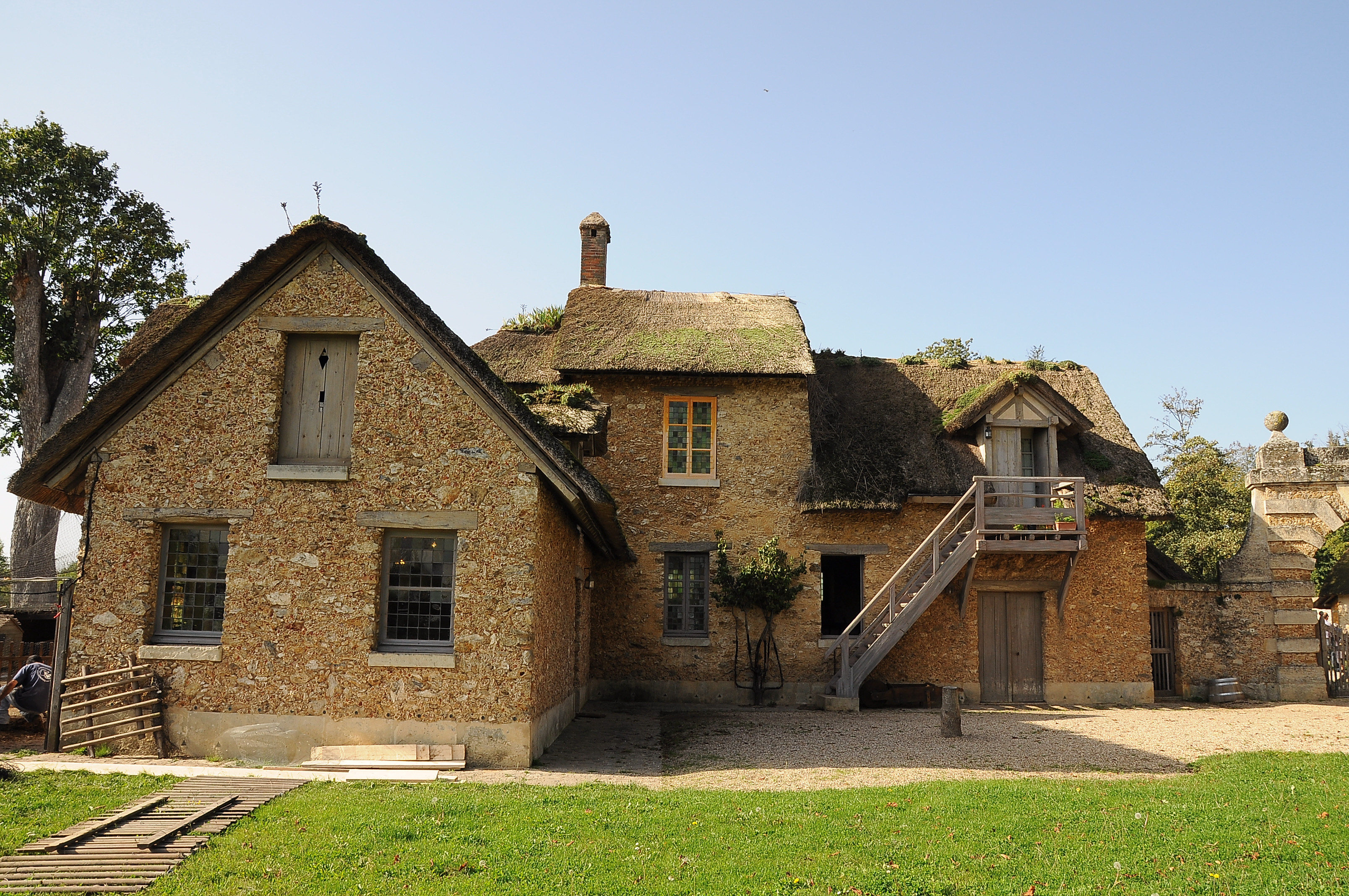
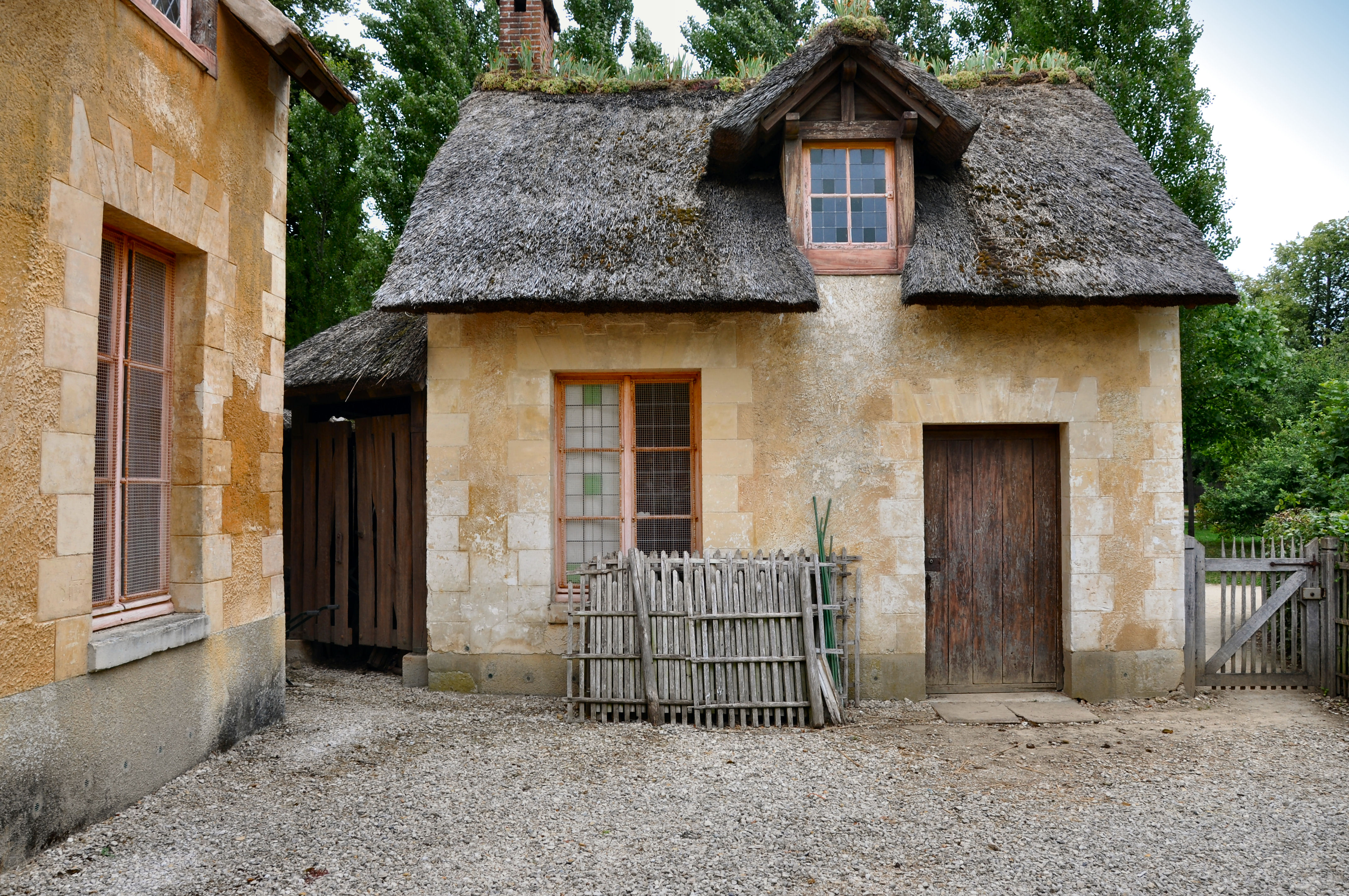
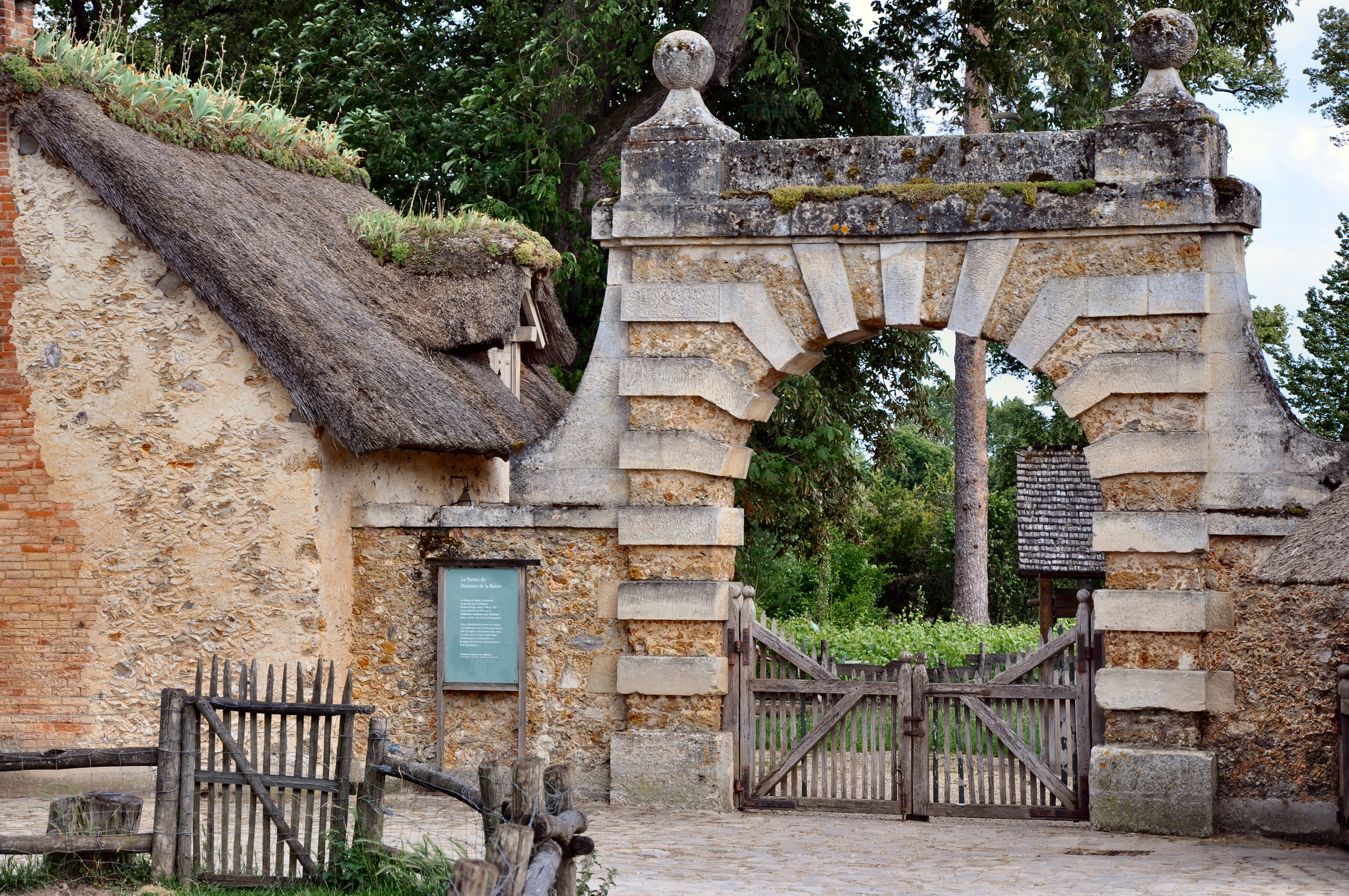
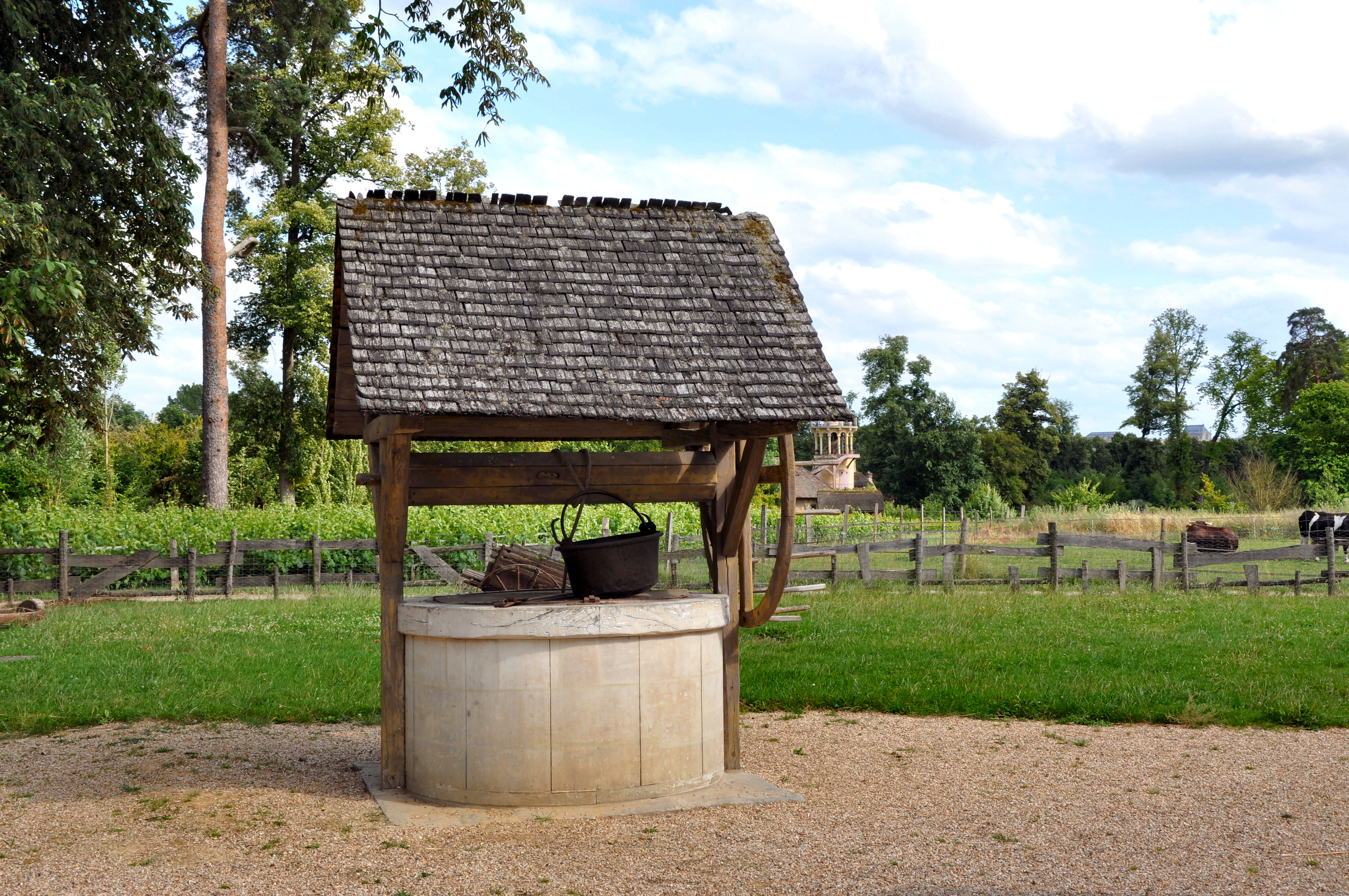

## Fordítás
Ez a szócikk részben vagy egészben  a   Hameau de la Reine című angol Wikipédia-szócikk fordításán alapul.  Az eredeti cikk szerkesztőit annak laptörténete sorolja fel. Ez a jelzés csupán a megfogalmazás eredetét és a szerzői jogokat jelzi, nem szolgál a cikkben szereplő információk forrásmegjelöléseként.